# Sclerocarya birrea
Sclerocarya birrea là một loài thực vật có hoa trong họ Đào lộn hột. Loài này được (A. Rich.) Hochst. miêu tả khoa học đầu tiên năm 1844.

## Hình ảnh

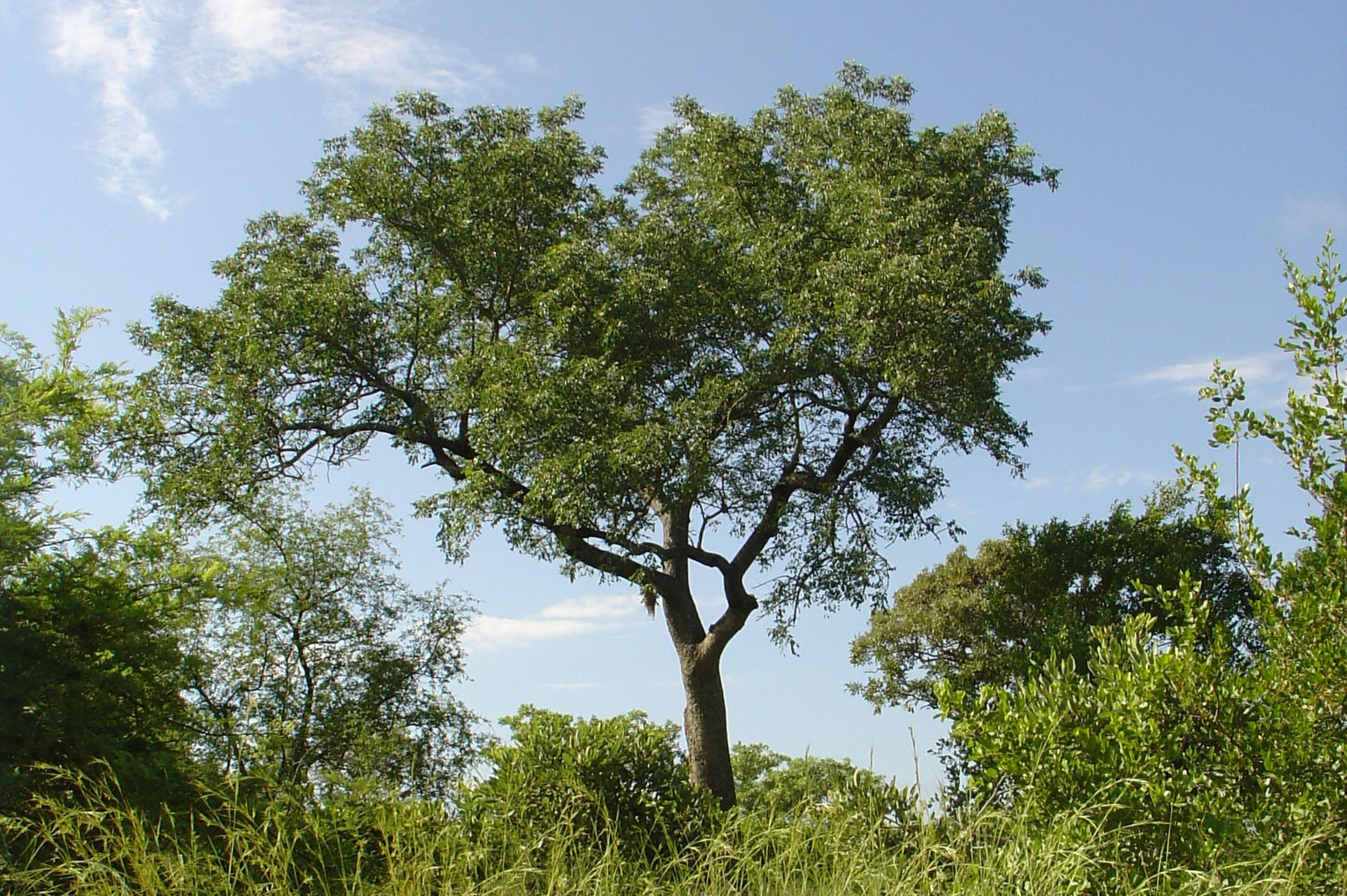
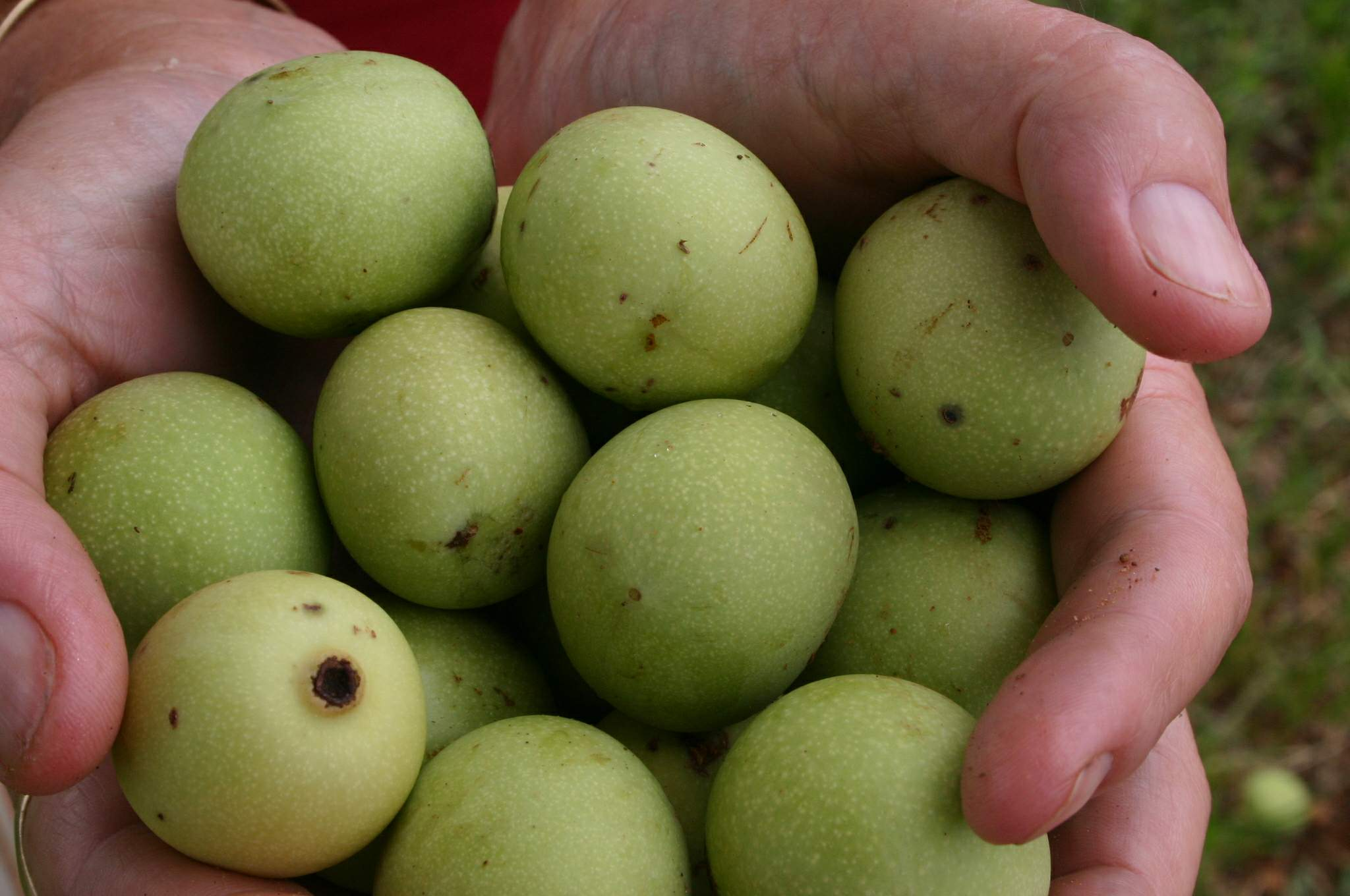
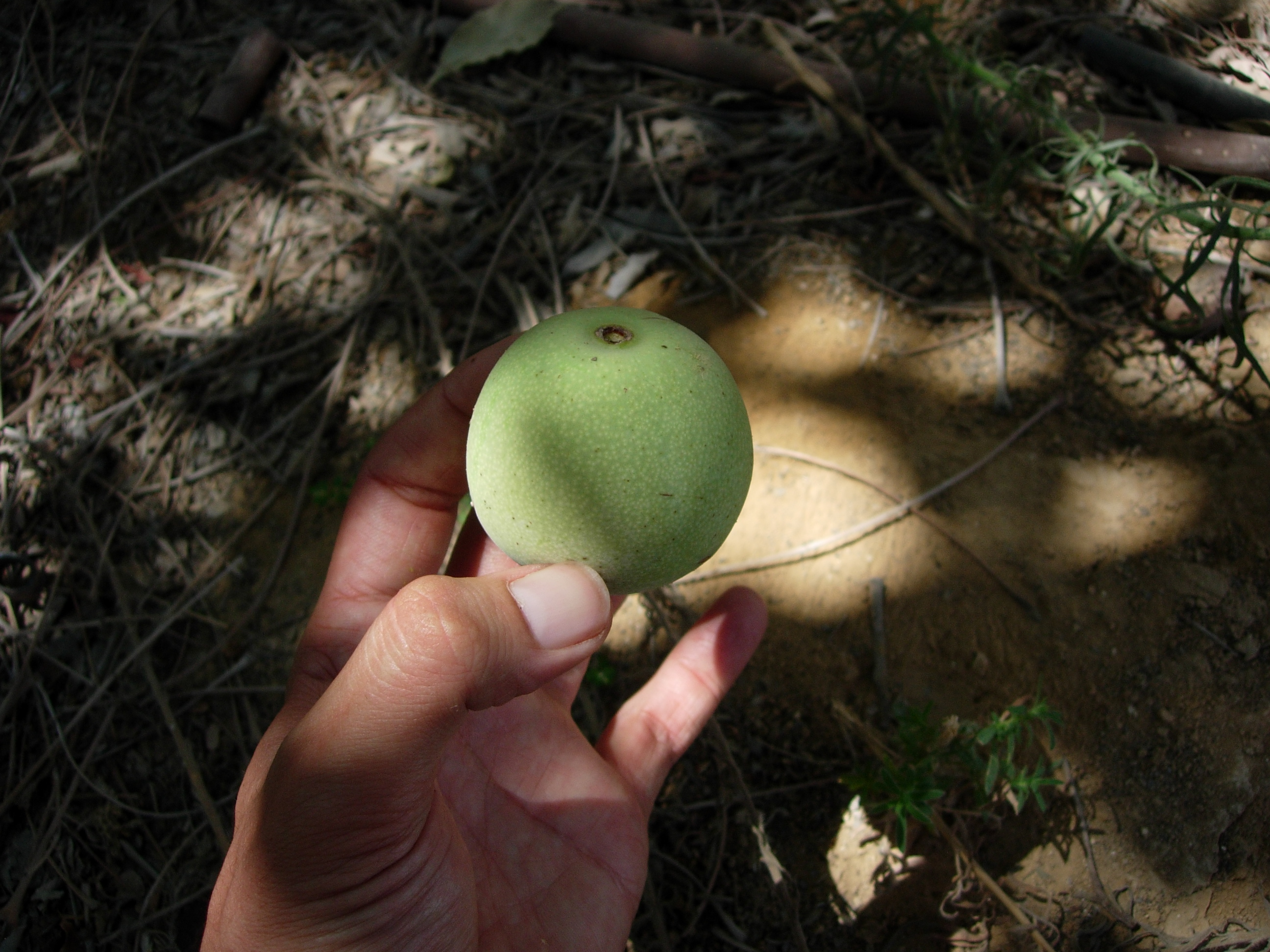

- Tập tin:Amarula (1563541954).jpg